# Werner Lederle

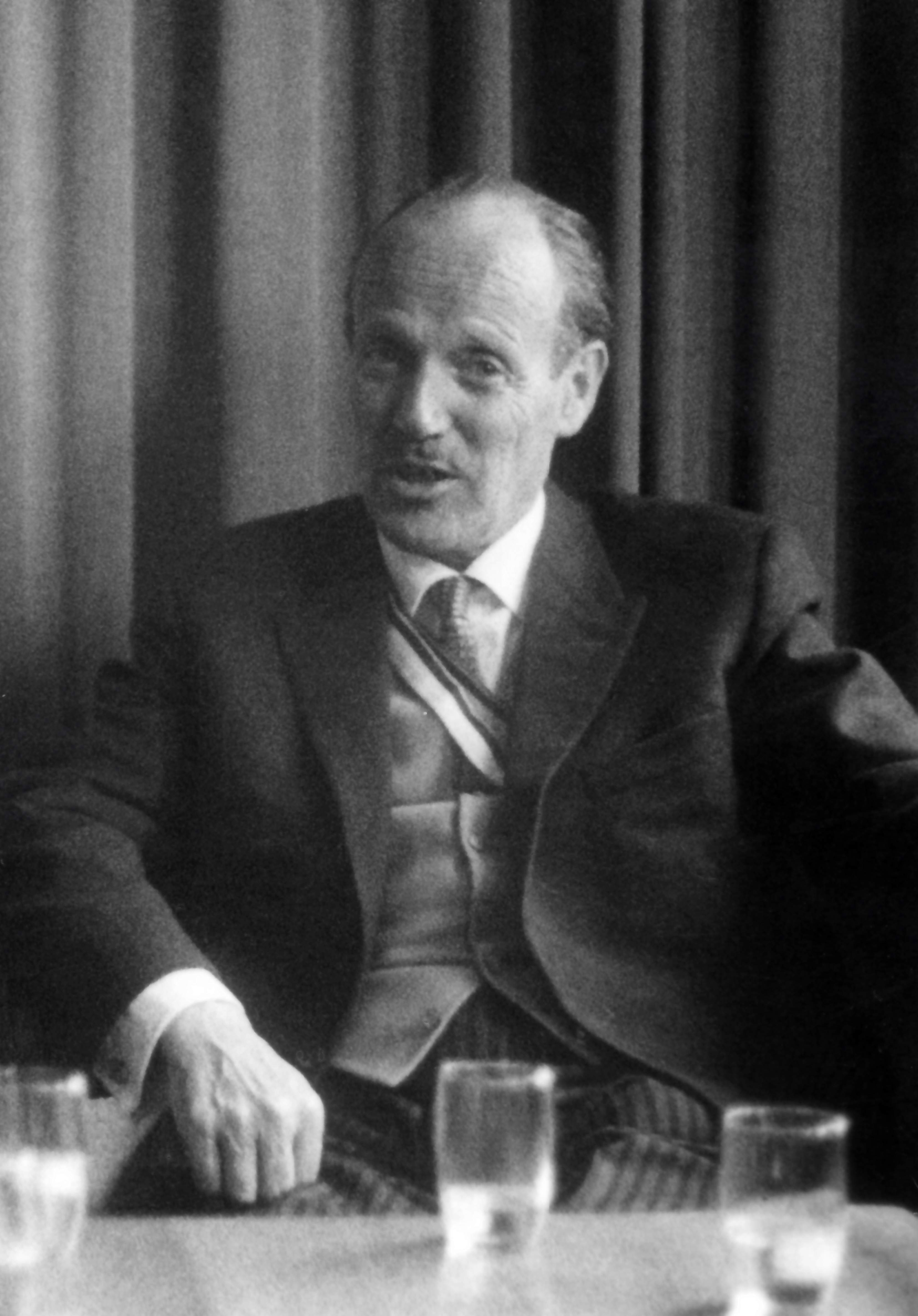
Werner Lederle

Werner Lederle (* 11. September 1905 in Rockenhausen, Pfalz (Bayern); † 23. November 1977 in München) war ein deutscher Verwaltungsjurist und Rechtsanwalt. Er war Oberbürgermeister von Neustadt an der Weinstraße und Stadtrat in München.

## Leben
Lederles Eltern waren der Jurist  Albert Lederle (1874–1931), Vorstand des Bezirksamts Ludwigshafen, und seine Frau Klara Lederle, geborene Rembe (1882–1958).
Nach dem Abitur am neuen Rhön-Gymnasium Bad Neustadt studierte Lederle ab dem Sommersemester 1923 an der Julius-Maximilians-Universität Würzburg Rechts- und Staatswissenschaften. Am 30. April 1923 wurde er Fuchs im Corps Bavaria Würzburg. Er wechselte zum Sommersemester 1925 an die Ludwig-Maximilians-Universität München und wurde auch im Corps Suevia München aktiv. 1927 bestand er in München das juristische Universitätsexamen. Als  Referendar wurde er 1928 in Würzburg zum Dr. iur. promoviert. Nachdem er 1930 in München das Assessorexamen bestanden hatte, trat er 1931 in den Verwaltungsdienst des Freistaats Bayern. Zum 1. November 1931 trat er der NSDAP bei (Mitgliedsnummer 697.658). Er kam als Regierungsassessor nach Ansbach und im Februar 1933 als Regierungsrat an das Landratsamt im Landkreis Landau in der Pfalz. In der Zeit des Nationalsozialismus wechselte er vom Staatsdienst in den Kommunaldienst: im Juni 1933 wurde er Oberbürgermeister in Neustadt an der Weinstraße. Nach drei Jahren, im April 1936, kam er als Hauptreferent zum Deutschen Gemeindetag, Landesstelle Bayern in München. Am 1. April 1938 wurde er Beigeordneter und berufsmäßiger rechtskundiger Stadtrat der Stadt München. Von 1938 bis 1945 war er Führer der Altherrenschaft der Kameradschaft Prinz Eugen. Hinter ihr stand ein Teil des Philisteriums der Suevia München. Er war Vorsitzender des Vereins Münchner Schwaben, häufiger Vertreter der Suevia auf dem Abgeordnetentag des Verbandes Alter Corpsstudenten und Mitglied der Statutenkommission des Kösener SC-Verbandes. Ab 1939 diente er bei der Artillerietruppe von Wehrmacht und Waffen-SS, zuletzt als Unteroffizier. 1940 war er in Krakau Mitarbeiter beim Amtschef des Generalgouverneurs für das  Generalgouvernement. 1942 Intendanturrat beim Wehrkreis VII (München), zuletzt Divisionsintendant. Nach der Entlassung aus der  italienischen Kriegsgefangenschaft war er als Jurist in Ludwigshafen am Rhein tätig. 1953 ließ er sich als Rechtsanwalt in München nieder. Als ehemaliger Stadtrat hatte er sich die ihm zustehenden Pensionsbezüge erstritten. Er war Syndikus des Verbandes der Gärtner und Gärtnereiarbeiter. Unter schweren Wesensveränderungen erlag er einer Atherosklerose. Beigesetzt wurde er am 28. November 1977 auf dem Waldfriedhof (München).

## Auszeichnungen
- Kriegsverdienstkreuz (1939) II. und I. Klasse
- Bandverleihung des Corps Vandalia Graz (1954)[2], anläßlich des Abschlusses eines befreundeten Verhältnisses zwischen Suevia und Vandalia, für seine Förderung der Beziehungen zwischen dem deutschen und österreichischen Corpsstudententum[5]

## Werke
- mit Willy Steinle: Recht und Gartenbau: Rechtsfragen der gärtnerischen Praxis. Ulmer, Stuttgart 1958.
- mit Willy Steinle: Steuer- und Buchführungsrecht im Gartenbau. Ulmer, Stuttgart 1966.
- mit Günther Kirchgatter und Willy Steinle: Buchführungs- und Steuerrecht im Gartenbau. Ulmer, Stuttgart 1979.